# Стрельба в Александрии (2023)
Стрельба в Александрии — террористический акт, произошедший 8 октября 2023 года против израильских туристов в районе Савари города Александрия, в Египте, во время поездки мимо колонны Помпея. Нападение произошло в разгар конфликта между сектором Газа и Израилем в октябре 2023 года.

## Стрельба
Нападение произошло, когда египетский полицейский, нанятый в качестве охраны для туристов из Израиля, открыл по ним огонь в автобусе. В результате нападения двое граждан Израиля и египетский гид были убиты, а один гражданин Израиля получил ранения средней степени тяжести. Впоследствии преступник был арестован и заключён в тюрьму. Преступник утверждал, что он просто «потерял контроль» над своим пистолетом и «беспорядочно выстрелил» в толпу туристов.